# غيل تريمبلي
غيل تريمبلي (بالإنجليزية: Gail Tremblay)‏ هي أستاذة جامعية ومؤلفة وكاتِبة أمريكية، ولدت في 15 ديسمبر 1945 في بوفالو في الولايات المتحدة.